# Colin d'Alaska
Theragra chalcogramma
Espèce
Le Colin d'Alaska (Theragra chalcogramma, synonyme Gadus chalcogrammus) ou Lieu d'Alaska, Goberge de l'Alaska (Canada) est une espèce de poissons marins de la famille des Gadidae qui se rencontre dans le nord de l'océan Pacifique.
Contrairement à ce que son nom vernaculaire pourrait suggérer, il n'appartient pas au même genre que les Colins d'Atlantique, nom générique donné aux poissons du genre Pollachius.

## Distribution
Cette espèce se rencontre dans le Pacifique, de Kivalina en Alaska jusqu'à Carmel-by-the-Sea en Californie, et vers l'ouest jusqu'à la mer du Japon. C'est une espèce non migratrice qui est présente entre 0 et 1 280 m de profondeur.

## Description
Theragra chalcogramma mesure 90 cm pour un poids de 3,85 kg, à maturité sexuelle à 3 ou 4 ans. Il peut atteindre l'âge de 30 ans et une longueur de 130 cm pour une masse de 18 kg.

## Pêche
Le Colin d'Alaska est la première espèce animale aquatique la plus pêchée au monde. Les captures de Colin d'Alaska au nord de l'océan Pacifique de l'Alaska au Japon sont montées à 6 millions de tonnes en 1990, puis se sont maintenues depuis les années 2000 à 3 millions de tonnes par an. La pêche de Colin d'Alaska par les États-Unis représente 1,5 million de tonnes par an et est pratiquée essentiellement dans la mer de Béring autour des Îles Aléoutiennes.

## Utilisation pour l'alimentation
Comparé au Colin (Merlu commun, Lieu jaune et Lieu noir), le Colin d'Alaska a un goût plus doux, une couleur plus blanche et contient moins d'huile. Il est consommé en filets, bâtonnets panés, surimi, etc.